# Anna Dorotea di Sassonia-Weimar
Anna Dorotea di Sassonia-Weimar (Weimar, 12 novembre 1657 – Quedlinburg, 24 giugno 1704) è stata una religiosa tedesca.

## Biografia
Anna Dorotea era figlia del duca Giovanni Ernesto II di Sassonia-Weimar e sua moglie, la principessa Cristina Elisabetta di Schleswig-Holstein-Sonderburg-Franzhagen (1638-1679). Ancora giovane intraprese per volontà paterna la carriera ecclesiastica nell'Abbazia di Quedlinburg.
Dal 1681-1684 fu rettrice di Quedlinburg. Quando la badessa Anna Sofia II d'Assia- Darmstadt morì nel 1683, Anna Dorotea venne nominata quale suo successore pur con qualche contrasto che venne risolto grazie alla sua influenza sull'elettore Giovanni Giorgio III di Sassonia che il 4 settembre 1684 diede il proprio beneplacito sulla nomina della nuova badessa, la quale venne poi confermata il 29 gennaio 1685 dall'Imperatore Leopoldo I d'Asburgo.
Nel 1698 Augusto II di Polonia, duca di Sassonia (che come il padre era protettore di questa abbazia), decise di vendere i diritti di protezione all'Elettore Federico III di Brandeburgo (dal 1701 re di Prussia) per la somma di 340.000 talleri. Questo fatto portò a non pochi cambiamenti in quanto non solo il potere della badessa venne fortemente ridotto, ma l'abbazia ottenne la riduzione di molti dei propri beni. Non deve quindi sorprendere che Anna Dorotea non fosse certo d'accordo con questo cambiamento che riguardava in primis la sua abbazia e si rifiutò di riconoscere l'Elettore di Brandeburgo quale suo protettore.
Il 24 giugno 1704 la badessa morì all'età di 47 anni a Quedlinburg. La sua bara è ora nella Cripta Reale nello storico cimitero di Weimar.

## Ascendenza
|                                                         |                                                 |                                                   | Genitori                                            |  |  | Nonni |  |  | Bisnonni                       |  |  | Trisnonni                                 |  |
|                                                         |                                                 |                                                   |                                                     |  |  |       |  |  | 8. Giovanni di Sassonia-Weimar |  |  | 16. Giovanni Guglielmo di Sassonia-Weimar |  |
|                                                         |                                                 |                                                   |                                                     |  |  |       |  |  | 8. Giovanni di Sassonia-Weimar |  |  | 16. Giovanni Guglielmo di Sassonia-Weimar |  |
|                                                         |                                                 | 17. Dorotea Susanna di Wittelsbach-Simmern        |                                                     |  |  |       |  |  | 8. Giovanni di Sassonia-Weimar |  |  |                                           |  |
| 4. Guglielmo di Sassonia-Weimar                         |                                                 |                                                   |                                                     |  |  |       |  |  | 8. Giovanni di Sassonia-Weimar |  |  |                                           |  |
|                                                         |                                                 | 9. Dorotea Maria di Anhalt                        | 18. Gioacchino Ernesto di Anhalt                    |  |  |       |  |  |                                |  |  |                                           |  |
|                                                         |                                                 | 9. Dorotea Maria di Anhalt                        | 18. Gioacchino Ernesto di Anhalt                    |  |  |       |  |  |                                |  |  |                                           |  |
|                                                         |                                                 | 9. Dorotea Maria di Anhalt                        | 19. Eleonora di Württemberg                         |  |  |       |  |  |                                |  |  |                                           |  |
| 2. Giovanni Ernesto II di Sassonia-Weimar               |                                                 | 9. Dorotea Maria di Anhalt                        |                                                     |  |  |       |  |  |                                |  |  |                                           |  |
|                                                         |                                                 | 10. Giovanni Giorgio I di Anhalt-Dessau           | 20. Gioacchino Ernesto di Anhalt                    |  |  |       |  |  |                                |  |  |                                           |  |
|                                                         |                                                 | 10. Giovanni Giorgio I di Anhalt-Dessau           | 20. Gioacchino Ernesto di Anhalt                    |  |  |       |  |  |                                |  |  |                                           |  |
|                                                         |                                                 | 10. Giovanni Giorgio I di Anhalt-Dessau           | 21. Agnese di Barby-Mühlingen                       |  |  |       |  |  |                                |  |  |                                           |  |
| 5. Eleonora Dorotea di Anhalt-Dessau                    |                                                 | 10. Giovanni Giorgio I di Anhalt-Dessau           |                                                     |  |  |       |  |  |                                |  |  |                                           |  |
|                                                         |                                                 | 11. Dorotea del Palatinato-Simmern                | 22. Giovanni Casimiro del Palatinato-Simmern        |  |  |       |  |  |                                |  |  |                                           |  |
|                                                         |                                                 | 11. Dorotea del Palatinato-Simmern                | 22. Giovanni Casimiro del Palatinato-Simmern        |  |  |       |  |  |                                |  |  |                                           |  |
|                                                         |                                                 | 11. Dorotea del Palatinato-Simmern                | 23. Elisabetta di Sassonia                          |  |  |       |  |  |                                |  |  |                                           |  |
| 1. Anna Dorotea di Sassonia-Weimar                      |                                                 | 11. Dorotea del Palatinato-Simmern                |                                                     |  |  |       |  |  |                                |  |  |                                           |  |
|                                                         | 12. Alessandro di Schleswig-Holstein-Sonderburg | 24. Giovanni di Schleswig-Holstein-Sonderburg     |                                                     |  |  |       |  |  |                                |  |  |                                           |  |
|                                                         | 12. Alessandro di Schleswig-Holstein-Sonderburg | 24. Giovanni di Schleswig-Holstein-Sonderburg     |                                                     |  |  |       |  |  |                                |  |  |                                           |  |
|                                                         | 12. Alessandro di Schleswig-Holstein-Sonderburg | 25. Elisabetta di Brunswick-Grubenhagen           |                                                     |  |  |       |  |  |                                |  |  |                                           |  |
| 6. Giovanni Cristiano di Schleswig-Holstein-Sonderburg  | 12. Alessandro di Schleswig-Holstein-Sonderburg |                                                   |                                                     |  |  |       |  |  |                                |  |  |                                           |  |
|                                                         |                                                 | 13. Dorotea di Schwarzburg-Sondershausen          | 26. Giovanni Günther I di Schwarzburg-Sondershausen |  |  |       |  |  |                                |  |  |                                           |  |
|                                                         |                                                 | 13. Dorotea di Schwarzburg-Sondershausen          | 26. Giovanni Günther I di Schwarzburg-Sondershausen |  |  |       |  |  |                                |  |  |                                           |  |
|                                                         |                                                 | 13. Dorotea di Schwarzburg-Sondershausen          | 27. Anna di Oldenburg-Delmenhorst                   |  |  |       |  |  |                                |  |  |                                           |  |
| 3. Cristina Elisabetta di Schleswig-Holstein-Sonderburg |                                                 | 13. Dorotea di Schwarzburg-Sondershausen          |                                                     |  |  |       |  |  |                                |  |  |                                           |  |
|                                                         |                                                 | 14. Antonio II di Oldenburg-Delmenhorst           | 28. Antonio I di Oldenburg-Delmenhorst              |  |  |       |  |  |                                |  |  |                                           |  |
|                                                         |                                                 | 14. Antonio II di Oldenburg-Delmenhorst           | 28. Antonio I di Oldenburg-Delmenhorst              |  |  |       |  |  |                                |  |  |                                           |  |
|                                                         |                                                 | 14. Antonio II di Oldenburg-Delmenhorst           | 29. Sofia di Sassonia-Lauenburg                     |  |  |       |  |  |                                |  |  |                                           |  |
| 7. Anna di Oldenburg-Delmenhorst                        |                                                 | 14. Antonio II di Oldenburg-Delmenhorst           |                                                     |  |  |       |  |  |                                |  |  |                                           |  |
|                                                         |                                                 | 15. Sibilla Elisabetta di Braunschweig-Dannenberg | 30. Enrico III di Brunswick-Lüneburg                |  |  |       |  |  |                                |  |  |                                           |  |
|                                                         |                                                 | 15. Sibilla Elisabetta di Braunschweig-Dannenberg | 30. Enrico III di Brunswick-Lüneburg                |  |  |       |  |  |                                |  |  |                                           |  |
|                                                         |                                                 | 15. Sibilla Elisabetta di Braunschweig-Dannenberg | 31. Ursula di Sassonia-Lauenburg                    |  |  |       |  |  |                                |  |  |                                           |  |
|                                                         |                                                 | 15. Sibilla Elisabetta di Braunschweig-Dannenberg |                                                     |  |  |       |  |  |                                |  |  |                                           |  |